# Valpolicella classica
I vini della Valpolicella classica si producono nella zona della provincia di Verona comprendente i comuni di:
- Fumane
- Marano di Valpolicella
- Negrar
- San Pietro in Cariano
- Sant'Ambrogio di Valpolicella

I vini della Valpolicella prodotti in questa zona prendono la denominazione di Classico.

## Vini della Valpolicella con Denominazione Classico
- Valpolicella classico
- Valpolicella classico superiore
- Valpolicella Ripasso classico
- Valpolicella Ripasso classico superiore
- Amarone della Valpolicella classico
- Recioto della Valpolicella classico

## Altri vini della Valpolicella
- Valpolicella
- Valpolicella superiore
- Valpolicella Ripasso
- Valpolicella Ripasso superiore
- Valpolicella Valpantena
- Valpolicella Valpantena superiore
- Valpolicella Ripasso Valpantena
- Valpolicella Ripasso Valpantena superiore
- Amarone della Valpolicella
- Amarone della Valpolicella Valpantena
- Recioto della Valpolicella
- Recioto della Valpolicella Valpantena